# Fatima Yasmine Issad
Fatima Yasmine Issad, née le 22 mai 2001 à Bordj El Kiffan, est une gymnaste aérobic algérienne.

## Carrière
Elle est médaillée d'or par équipes et médaillée d'argent en trio mixte aux Jeux africains de la jeunesse de 2018 à Alger,.
Aux Championnats d'Afrique de gymnastique aérobic 2022 au Caire, elle est médaillée de bronze en individuel femmes.
Elle est médaillée d'argent en trio mixte aux Championnats d'Afrique de gymnastique aérobic 2024 au Caire.